# After the Heat
After The Heat es el segundo álbum en colaboración de la banda alemana Cluster junto al músico inglés Brian Eno. Fue lanzado en 1978 por la compañía discográfica hamburguesa Sky Records. A diferencia de Cluster & Eno, su predecesor, After The Heat fue acreditado a "Eno Moebius Roedelius" en lugar de "Cluster & Eno".
En junio de 1977, Brian Eno se unió al dúo de Dieter Moebius y Hans-Joachim Roedelius en sesiones de grabación en Conny's Studio, propiedad de Conny Plank. El primer lanzamiento de estas sesiones fue Cluster & Eno, lanzado en agosto del mismo año, al que se sumó After The Heat en 1978.

## Lista de canciones
Música por Brian Eno, Dieter Moebius y Hans-Joachim Roedelius. Letras por Brian Eno.
| N.º | Título            | Duración |  |
| 1.  | «Oil»             | 4:10     |  |
| 2.  | «Foreign Affairs» | 3:10     |  |
| 3.  | «Luftschloß»      | 3:05     |  |
| 4.  | «The Shade»       | 3:05     |  |
| 5.  | «Old Land»        | 4:10     |  |
| 6.  | «Base & Apex»     | 4:25     |  |
| 7.  | «Light Arms»      | 1:25     |  |
| 8.  | «Broken Head»     | 5:20     |  |
| 9.  | «The Belldog»     | 6:35     |  |
| 10. | «Tzima N'Arki»    | 4:30     |  |

Nota: este listado de canciones corresponde al de la versión original de 1978. Otras ediciones tienen otro ordenamiento.

## Créditos
| Banda Eno Moebius Roedelius Hans-Joachim Roedelius Dieter Moebius Brian Eno Invitados Holger Czukay – bajo en "Tzima N'Arki" | - Ingeniería por Conny Plank. - Fotos de portada por Martha Roedelius y Angela Seliger. |